# San Antonio (película)
San Antonio es una película de acción y comedia de 2004, dirigida por Frédéric Auburtin, escrita por Laurent Touil-Tartour y basada en las novelas de Frédéric Dard, musicalizada por Jean-Yves d’Angelo, en la fotografía estuvo Willy Stassen y los protagonistas son Gérard Lanvin, Gérard Depardieu y Lucy Harrison, entre otros. El filme fue realizado por Hirsch, Pathé Renn Productions y TF1 Films Production; se estrenó el 21 de julio de 2004.

## Sinopsis
El miedo a un atentado terrorista contra una persona destacada, hace que el comisario San Antonio y su compañero Bérurier vigilen al embajador de Francia en Gran Bretaña. Como consecuencia de un descuido de Bérurier, que elige pasarla bien, al comisario se le escapa una hermosa italiana que rapta al diplomático.